# Listová skvrnitost pavlovnie

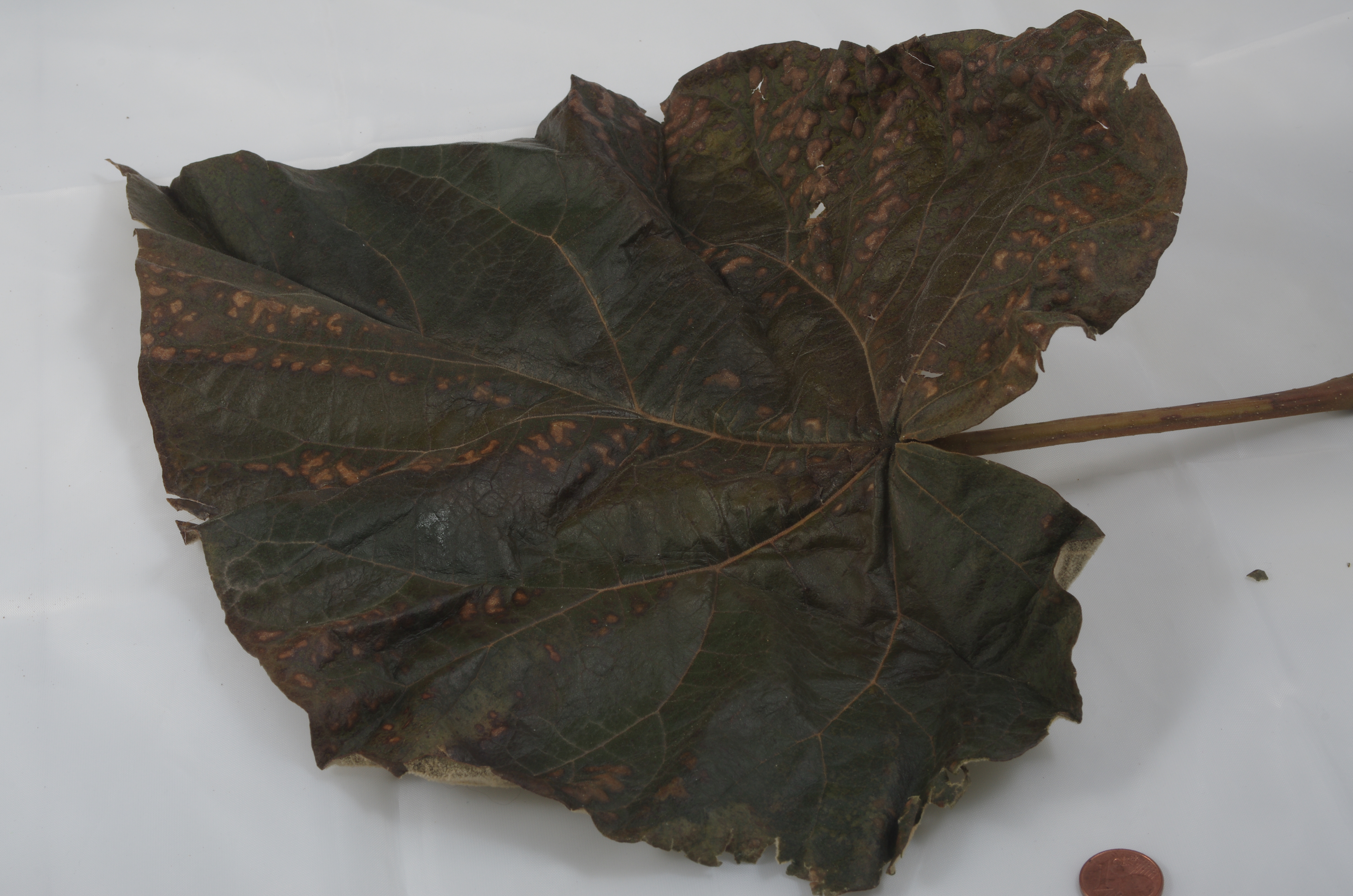
Suchý list se symptomy listové skvrnitosti.

Listová skvrnitost pavlovnie je houbová choroba rostlin způsobená nepohlavně se rozmnožující mikromycetou Phyllosticta paulowniae z rodu listotečka (Phyllosticta). Listová skvrnitost pavlovnie je chorobou která se na listech pavlovnie projevuje skvrnami. Byla popsána v roce 1818. Vyskytuje se během deštivého léta. 

## Význam
Předčasný opad listů.

## Hostitel
Pavlovnie

## Příznaky
Malé žluté, žlutohnědé, šedé, nepravidelně rozeseté okrouhlé skvrny (5–10 mm) s tenkým tmavěhnědým okrajem. Skvrny se mohou spojovat do větších celků. Později se na listech objevují černé tečky, pyknidy, z nichž se uvolňují spory.

## Mikroskopický popis
Patogen má hnědavé, čočkovité pyknidy. Bezbarvé, protáhlé, jednobuněčné pyknospory jsou 3–7 x 1,5–3 µm velké. 

## Ochrana rostlin
Neprovádí se.

### Prevence
Shrabání listů na podzim.